# Kittanning
Ne pas confondre avec le borough, Kittanning.

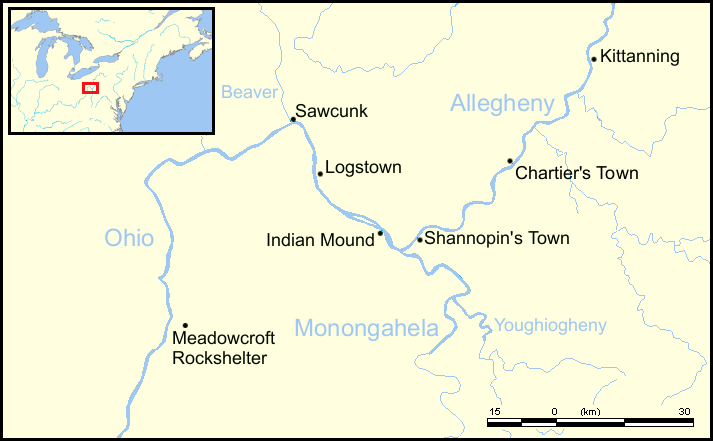
Carte de Kittanning et des autres villages amérindiens dans la vallée de l'Ohio pendant les années 1750.

Kittanning était un village de la tribu Lenape du XVIIIe siècle dans la région de l'Ohio, sur la rive de l'Allegheny, à l'emplacement du borough actuel de Kittanning de l'État américain de Pennsylvanie. Son nom signifie « au grand ruisseau », dans la langue lenape. Il a été fondé en 1724 par les Amérindiens qui avaient émigré de la partie orientale de la Pennsylvanie pendant que la colonisation blanche augmentait rapidement. 
Au cours de la guerre de Sept Ans, Kittanning fut utilisé comme base par les Lenapes et les Shawnees pour des incursions dans les territoires britanniques. En représailles, le colonel John Armstrong conduisit la milice de la Pennsylvanie dans l'expédition Kittanning, où ses forces détruisirent le village.  
La destruction de Kittanning fut célébrée comme une grande victoire en Pennsylvanie et John Armstrong est considéré de nos jours encore comme le héros de Kittanning. Avec ses hommes il reçut la prime de scalp particulière qui avait été promise pour la tête de « Captain Jacobs ». De fait, la victoire était douteuse : les agresseurs avaient subi des pertes plus lourdes que celles de leurs adversaires et la plupart des Indiens avaient pu s'échapper, emmenant avec eux presque tous leurs prisonniers blancs. La destruction de Kittanning eut pour résultat l'aggravation de la guerre de colonisation  et les attaques indiennes redoublèrent de violence.